# Huella ambiental
Comisión Europea. «Mid-term conference on the Environmental Footprint pilot phase».
La Huella ambiental evalúa, calcula y en ocasiones pondera los principales impactos ambientales potenciales de un producto (HAP), organización (HAO) o servicio, con base en un Análisis de ciclo de vida (ACV) conforme con normas internacionales ISO. Las normas técnica internacionales de referencia para ACV son la UNE-EN ISO 14040 y la UNE-EN ISO 14044.
No se debe confundir la Huella ambiental con la Huella ecológica, que es un indicador de impacto ambiental que refleja la afección de la actividad humana sobre los recursos de la tierra y se mide en Hectáreas per cápita.
A nivel Europeo la Comisión, dentro de la iniciativa de Mercado único para los productos verdes ha publicado una Guía para el cálculo de huellas ambientales de productos (Product Environmental Footprint, PEF) y organizaciones (Organization Environmental Footprint, OEF). La huella ambiental busca homogeneizar y unificar las diferentes metodologías existentes al respecto en los países miembros de la UE.
Sobre la base de la citada Guía se están desarrollando una serie de proyectos piloto, desde 2013 y con una duración estimada de 3 años, con el objetivo de evaluar la idoneidad de la metodología propuesta. En noviembre de 2015 tuvieron lugar las jornadas de la Mid-term conference on the Environmental Footprint pilot phase, celebrada en Bruselas. En abril de 2018 se publicaron las primeras Reglas PEFCR para PEF para productos como equipos informáticos, vino, pasta o alimentos para mascotas y perros.
La huella ambiental de producto (PEF) de la Comisión Europea emplea una metodología similar a las Declaraciones ambientales de producto (DAP), citando la misma norma de referencia, UNE-EN ISO 14025, así como las normas internacionales de ACV. En el caso de productos de construcción, las DAP emplean la Norma Europea EN 15804 y son certificaciones que se emplean de forma creciente en compra pública, incluidas por ejemplo en el Registro General del Código Técnico de la edificación.

## ¿Qué se analiza en el cálculo de la huella ambiental?
El cálculo de la huella ambiental supone el análisis de dieciséis impactos ambientales. Cada uno de estos impactos ha de ser calculado según la metodología internacional que la Comisión Europea ha considerado más adecuada en cada caso:
1. Acidificación
2. Agotamiento de la capa de ozono
3. Agotamiento de recursos (agua)
4. Agotamiento de recursos (minerales, fósiles)
5. Cambio climático
6. Ecotoxicidad para ecosistemas de agua dulce
7. Efectos a la salud humana (cancerígenos)
8. Efectos a la salud humana (no cancerígenos)
9. Partículas/sustancias inorgánicas con efectos respiratorios
10. Eutrofización terrestre
11. Eutrofización agua dulce
12. Eutrofización marina
13. Formación de ozono fotoquímico
14. Radiación ionizante (efectos sobre la salud humana)
15. Radiación ionizante (ecosistema)
16. Transformación del terreno